# Teuzzone
Teuzzone – opera w trzech aktach, skomponowana przez Antonia Vivaldiego dla miejskiej opery w Wenecji w 1719 roku. Najbardziej znanym fragmentem dzieła jest aria Di trombe Guerriere, której wykonaniem wsławiła się włoska śpiewaczka Cecilia Bartolli.